# 北京メディアセンター
北京メディアセンター（ペキン-、中国語: 梅地亞中心）は、中華人民共和国北京市海淀区復興路乙11号に位置するメディア複合施設である。

## 概要
中国の国営放送である中国中央電視台(CCTV)と日本の公共放送である日本放送協会(NHK)の合弁会社「梅地亞電視中心有限公司」が建設･運営していた。その後NHKは経営から撤退し、CCTVの子会社「中国国際電視総公司(中：中国国际电视总公司(CITVC))」が運営している。
CCTVの裏にあり、北京で開催される全国人民代表大会や大型イベントの際には、日本を始めとする外国プレスのプレスセンターとして使われるほか、放送プロダクション部門を持ち、番組制作の受託･コーディネートを行っている。

### ホテル・マンション
北京メディアセンターは外見は普通のホテルと変わりなく、施設の多くの部分はマンションとして貸し出されたり、ホテルとなっている。ホテル部門を指して「メディアホテル（梅地亚宾馆）」とも呼ばれている。他に、ホテルに数軒のレストラン、オフィス賃貸もしている。
北京にある他の一流ホテルに比べてランクは多少落ちるが、外国人の利用を強く意識しており、それがこのホテルの最大の売りである。日本語を始めとする世界各国の言語を話すスタッフがおり、料理も中国料理はもちろん、日本料理からアラブ料理の店まである。日本語カラオケも楽しめる。
客室には40チャンネルが映るテレビがあり、英国放送協会(BBC)、CNN、NHKなどの外国のテレビ番組を楽しむことが出来る。NHKは、NHKワールドTV、NHKワールド・プレミアム、NHK BS1、NHK BSプレミアムが映る。そのため、オリンピックやFIFAワールドカップの時期になると、北京在住の外国人がホテルの一室に集まって、母国の放送を楽しむことがあるという。
広いレセプションルームは、大型イベントの際はプレスセンターとして使われ、放送関連のレセプション会場としても良く使われている。ABUロボコン参加者や中国ロケにやって来た芸能人の宿泊施設としても利用される。このように、北京メディアセンターは、中国の情報戦略の尖兵としての役割を果たしている。

## NHKとの関係
この施設は、もともと1990年に開催された中国で最初となる大型国際スポーツイベントであった北京アジア競技大会にあたって、大会中継の利便を図るために、CCTVの子会社「中国国際電視総公司(中：中国国际电视总公司(CITVC))」と、NHKを中心とする「日中メディア交流センター」との合弁で作られ、1990年9月13日に開業した。
2001年12月に合弁を解消したものの、NHKエンタープライズ中国駐在事務所からプロデューサーなど数人が放送プロダクション部門に派遣されており、NHKスペシャルを始めとするNHKの中国関連番組の制作、NHKエンタープライズが手がけるコンサートイベントの一部はNHKエンタープライズから北京メディアセンターに孫請けされ、ここが中心となって制作・運営されている。
北京メディアセンターの存在がNHKとCCTVとの調整をスムーズにしており、CCTVの中継スタッフ及び中継車の手配、CCTVを後ろ盾とした関係部局との取材交渉がなければ「新・シルクロード」といった大型ドキュメンタリー番組は存在しえず、日本の芸能人による数万人規模の大型コンサートは開催できなかった。
その一方で、NHKエンタープライズから派遣されたプロデューサーや、NHKエンタープライズ中国駐在事務所のチェックが入るとはいえ、NHKの番組がCCTV子会社のスタッフによって取材、制作されている事がNHKの放送の中立性を大きく損なっており、とりわけ中国政府にとって都合の悪い放送が出来なくなっている原因となっているのではないかとも言われる。
CCTVは中国共産党の統制下にあり、その活動全てに中国共産党の監視が入るため、北京メディアセンターのスタッフは中国政府にとって都合の悪い取材は行えない。また、北京メディアセンターのスタッフに中国共産党の検閲官がいるのではないかという噂も根強くある。

### 1990年以降のNHKの中国関連番組
- NHKスペシャル
- 新シルクロード
- 故宮～至宝が語る中華五千年～
- 四大文明
- 大地の子